# Breuk (mineraal)
De breuk van een mineraal geeft aan hoe een mineraal breekt als er druk op uitgeoefend wordt. Het is verschillend van splijting, dat de breuk langs preferente splijtvlakken beschrijft. Elk mineraal kent breuk, niet alle mineralen kennen splijting.
Zoals andere eigenschappen van mineralen, is breuk een indicatie welk mineraal beschreven wordt. Zo breken de polymorfe aluminium-silicaten andalusiet en kyaniet volgens verschillende typen.

## Typen breuk
- Het meest voorkomende breuktype is conchoïdaal of schelpvormig. Als een mineraal volgens dit type breekt, ontstaan fragmenten die eruitzien als gebroken glas. Het wordt ook wel beschreven onder de naam schelpachtige breuk. Een voorbeeld van een mineraal met deze breukvoorkeur is het veel voorkomende kwarts en obsidiaan.
- Subconchoïdaal lijkt op conchoïdaal, maar is niet zo afgerond als conchoïdale breuk. Het breukvlak is echter nog steeds glad. Andalusiet breekt op deze manier.
- Oneven is een breuktype dat voorkomt in onder andere anhydriet.
- Splinterig is een breuktype dat voornamelijk voorkomt in vezelige mineralen of mineralen met een hogere tenaciteit in één richting ten opzichte van de richting daar loodrecht op. Chrysotiel is een typisch mineraal dat splinterig breekt. Ook kyaniet breekt volgens dit type.
- Aardachtig is een breuktype dat voorkomt in ongeconsolideerde mineralen, zoals limoniet.